# Brachyporus miser
Brachyporus miser is een rechtvleugelig insect uit de familie Anostostomatidae. De wetenschappelijke naam van deze soort is voor het eerst geldig gepubliceerd in 1913 door Griffini.